# Elachista acutella
Elachista acutella is een vlinder uit de familie grasmineermotten (Elachistidae). De wetenschappelijke naam is voor het eerst geldig gepubliceerd in 2003 door Lauri Kaila.

## Type
- holotype: "male. 10.VI.1998. leg. T. & K. Nupponen. genitalia slide L. Kaila no. 3390"
- instituut: ZIRAS, St. Petersburg, Rusland
- typelocatie: "Russia, South Ural, Orenburg district, 51°23'N, 56°49'E, 130-340m., 6 km W. Donskoje village, Mt. Verbljushka"

De soort komt voor in Europa.